# Nakajima A2N
Nakajima A2N (jap. A2N 九〇式艦上戦闘機 A2N kyuu maru shiki kanjou sentouki) – japoński pokładowy samolot myśliwski z okresu międzywojennego.

## Historia
W 1928 roku dowództwo lotnictwa marynarki zakupiły w celach eksperymentalnych amerykański samolot myśliwski Boeing 69B, który był eksportową wersją amerykańskiego pokładowego samolotu myśliwskiego Boeing F2B-1, który następnie porównano z japońskimi samolotem myśliwskim Nakajima A1N wprowadzonym właśnie do lotnictwa marynarki. Okazało się wtedy, że samolot amerykański ma lepsze osiągi w związku z tym firma Nakajima otrzymała zadanie ulepszenia swojego samolotu A1N aby posiadał lepsze osiągi, przy czym zamierzano wykorzystać rozwiązania z samolotu amerykańskiego.
Samolot początkowo otrzymał oznaczenie fabryczne Nakajima NY, lecz ostatecznie otrzymał oznaczenie wojskowe Nakajima A2N2. Prototyp samolotu był gotowy w grudniu 1929 roku i zaraz też został oblatany. Jego konstrukcja była zbliżona do samolotu Nakajima A1N, lecz końcówki skrzydeł były zwężały się podobnie do samolotu Boeing 69B. Został on wyposażony w licencyjny silnik Nakajima/Bristol Jupiter VI o mocy 450 KM. Jego uzbrojenie stanowił 1 karabin maszynowy Type 87 kal. 7,7 mm. W 1930 roku samolot był poddany testom w doświadczalnej jednostce lotnictwa japońskiego. W czasie tych testów okazało się, że tylko w niewielkim stopniu lepszy od samolotu A1N, więc nie został on skierowany do produkcji seryjnej. 
W tym czasie powstał jednak kolejny prototyp samolotu, który był gotowy maju 1931 roku. Podany testom, zyskał akceptacje i został wprowadzony do produkcji pod oznaczeniem A2N2. W samolocie tym zwiększono uzbrojenie, zastosowano nowy silnik Nakajima Kotobuki 2.
Już po rozpoczęciu produkcji wersji A2N2 zbudowano nowy prototyp oznaczony jako A2N3, który miał nieznacznie zmienioną konstrukcję, zastosowano w nim ulepszony silnik Nakajima Kotobuki 2 Kai 1. Konstrukcja tego samolotu stała się podstawą do opracowania dwumiejscowej wersji samolotu służącej do zaawansowanego treningu pilotów myśliwskich. Ta wersja posłużyła do opracowania samolotu szkolno-treningowego Nakajima A3N.
Produkcja seryjna samolotu Nakajima A2N trwała do 1936 roku i łącznie w latach 1932 – 1936 wyprodukowano około 100 samolotów Nakajima A2N wszystkich wersji.

## Użycie
Samolotu A2N od momentu wprowadzenia do produkcji seryjnej były wprowadzane do lotnictwa marynarki. Sławę na arenie międzynarodowej zyskał dzięki zespołowi akrobacyjnemu Cesarskiej Marynarki Wojennej zwanego Cyrk Gendy, na którego wyposażeniu znalazł się. 
W 1932 roku samoloty te wzięły udział w działaniach bojowych w trakcie pierwszego konfliktu chińsko-japońskiego. Samoloty te znalazły się na wyposażeniu japońskiego lotniskowca „Kaga” i wzięły udział w walce powietrznej. 
Jednak już od 1934 roku zaczęto je wycofywać z jednostek bojowych zastępując je samolotami Nakajima A4N. Wycofane z jednostek bojowych samoloty kierowano do jednostek szkolnych, gdzie używano ich do 1941 roku. 

## Opis konstrukcji
Samolot A1N był dwupłatem o konstrukcji mieszanej, konstrukcja metalowa, pokryta częściowo blachą aluminiową, częściowo płótnem i sklejką. Kabina odkryta. Podwozie klasyczne stałe. 
Napęd pierwszej wersji A2N1 stanowił licencyjny silnik gwiazdowy Nakajima/Bristol Jupiter VI, chłodzony powietrzem, w wersjach późniejszych  zastosowano japoński silnik Nakajima Kotobuki 2.
Uzbrojenie składało się z 2 karabinów maszynowych Type 87 kal. 7,7 mm (w wersji A2N1 tylko 1 karabin maszynowy), zabudowane w kadłubie nad silnikiem oraz dwa wyrzutniki bomb umieszczone pod dolnymi płatami zdolne do przenoszenie dwóch bomb o wadze 30 kg każda.